# Szesathotep
Szesathotep (sš3.t-ḥtp, „Szesat elégedett”) más néven Heti ókori egyiptomi hivatalnok volt az V. dinasztia elején. Számos fontos címet viselt, köztük talán a vezírét is; a király fiaként is említik, bár ez valószínűleg nem szó szerint értendő.
Mielőtt vezír lett volna, Szesathotep „a király minden munkálatainak felügyelője” volt. Főleg gízai sírjából (G 5150 / LG 36) ismert, amely masztabasír, délkeleti részén szépen díszített, viszonylag jó állapotban fennmaradt kápolnával. A sírban megjelenik felesége, Meritesz, valamint két fiuk, Szesathotep és Heti is. Említenek egy Hepetek nevű asszonyt, valamint további gyermekeket (Mereretitesz, Szehenetka, Neszedzserka). A masztabában királynév nem látható, de a IV. dinasztia idejére vagy az V. dinasztia elejére datálható.
Szesathotep vezíri címét a sír falain nem említik, egy, a sír szerdábjában előkerült szobron (mely ma a Bécsi Szépművészeti Múzeumban található, ÄS 7788) azonban megjelenik, ami arra utal, kinevezésére a sír díszítésének befejezése után került sor. Mivel azonban a kérdéses szobor sérült és a rajta lévő pár neve olvashatatlan, lehetséges, hogy nem Szesathotepet ábrázolja (az is lehet, hogy az apját), így nincs bizonyíték rá, hogy vezír volt.

## Fordítás
- Ez a szócikk részben vagy egészben  a   Seshathotep című angol Wikipédia-szócikk ezen változatának fordításán alapul.  Az eredeti cikk szerkesztőit annak laptörténete sorolja fel. Ez a jelzés csupán a megfogalmazás eredetét és a szerzői jogokat jelzi, nem szolgál a cikkben szereplő információk forrásmegjelöléseként.
- Ez a szócikk részben vagy egészben  a   Seschathotep című német Wikipédia-szócikk ezen változatának fordításán alapul.  Az eredeti cikk szerkesztőit annak laptörténete sorolja fel. Ez a jelzés csupán a megfogalmazás eredetét és a szerzői jogokat jelzi, nem szolgál a cikkben szereplő információk forrásmegjelöléseként.

## Külső hivatkozások
- Digital Giza: Seshathetep Heti (G 5150)